# Georges Rouy
Georges Rouy (2 de desembre de 1851, París - 25 de desembre de 1924, Asnières-sur-Seine) fou un botànic francès.
S'interessà sobretot per les qüestions de la noció d'espècie i la caracterització dels nivells inferiors (entre espècie i varietat), caracteritzacions parcialment no reconegudes pel codi de la botànica, així com qüestions dels híbrids. És en particular el creador de la noció de forma i de sots-varietat.
El seu herbari, conservat pels criptògams vasculars al Museu Nacional d'Història Natural de París, compta amb més de 500.000 mostres.
Fou vicepresident de la Societat Botànica de França i director de l'Acadèmia Internacional de Geografia Botànica.

## Publicacions
- Excursions botaniques en Espagne : Herborisations aux environs de Jativa en mai 1879 et juin 1880.- Bull. Soc. bot. Fr., 1881, 1882
- Matériaux pour servir à la révision de la flore portugaise accompagnés de notes sur certaines espèces ou variétés critiques de plantes européennes - A. Hérissey, imp., 1882
- Excursions botaniques en Espagne en 1881 et 1882.- Revue des Sciences Naturelles Soc. Lang. Géo. Montp., hors série, 1883
- Illustrationes plantarum Europae rariorum : Diagnoses des plantes rares ou rarissimes de la flore européenne accompagnées de planches représentant toutes les espèces décrites - Paris : Les Fils d'Émile Deyrolle, 1895-1899[5]
- Amb Edmond Gustave Camus, Xavier Constant Chatenier, Julien Foucaud - Flore de France ou description des plantes qui croissent spontanément en France, en Corse et en Alsace-Lorraine  - 14 tomes de 1893 à 1913, - Paris : Paul Lechevalier éditeur Numérisé sur Télabotanica
- Les contes fantastiques de M. Malinvaud - Article polémique paru en 1905
- Amb una biografia de Georges Rouy de Paul-Henri Lecomte - Conspectus de la « Flore de France », ou Catalogue général des espèces, sous-espèces, races, variétés, sous-variétés et formes hybrides contenues dans la « Flore de France » - Paris : Paul Lechevalier éditeur, 1927 Numérisé à la bibliothèque digitale du Real Jardin Botánico Arxivat 2016-03-03 a Wayback Machine.

## Plantes dedicades a Georges Rouy
- Allium rouyi G.Gautier - Amaril·lidàcia
- Asplenium × rouyi Viane (1991) - Aspleniàcia
- Armeria rouyana Daveau (1888) - Plumbaginàcia d'Espanya (Sinònim: Statice rouyana Sampaio)
- Carex rouyana Franch. (1895) - Ciperàcia del Japó
- Centaurea rouyi Coincy (1899)- Asteràcies (Sinònim: Acosta rouyi (Coincy) Fern.Casas & Susanna)
- Cirsium rouyana Sennen (1904) - Asteràcies híbrida
- Clinopodium rouyanum (Briq.) Rosselló (2006) - Lamiàcia de les Balears (Sinònims: Satureja rouyana Briq., Calamintha rouyana (Briq.) Pericás & Rosselló)
- Conyza rouyana Sennen (1905) - Asteràcies híbrida
- Diplotaxis rouyana Janka ex Willk. (1893) - Brassicàcia
- Epilobium rouyanum H.Lév. -(1900) - Onagràcia del Japó
- Erucastrum rouyanum (Janka) Bonnier (1912) - Brassicàcia d'Europa (Sinònim: Brassica rouyana Janka)
- Galium rouyanum Bonnier ([1921) - Rubiàcia
- Hieracium × rouyanum F.O.Wolf (1895) - Asteràcies híbrida
- × Orchidactyla rouyana (E.G.Camus) Borsos & Soó (1966) - Orquídia híbrida de França (Sinònim: Orchis × rouyana E.G.Camus)
- Paronychia echinulata subsp. rouyana (Coincy) Mateo & Figuerola (1987) - Cariofil·làcia (Il·lecebràcia) d'Espanya (Sinònim:Paronychia rouyana Coincy)
- Pedicularis rouyana Wolf ex Rouy - Escrofulariàcia d'Itàlia
- Potentilla rouyana H.Lév. (1917) - Rosàcia de França
- Romulea rouyana Batt. (1888) - Iridàcia
- Rosa rouyana Duffort ex Rouy & E.G.Camus (1900) - Rosàcia híbrida de França
- Salvia rouyana Briq. (1889) - Lamiàcia del Paraguai
- Saxifraga rouyana Magnier (1893) - Saxifragàcia d'Espanya
- Trifolium rouyanum Bonnier -(1914) - Lleguminosa
- Viola rouyana Wolf - Violàcia híbrida